# Corneilla-la-Rivière
Corneilla-la-Rivière ([kɔʁnɛja la ʁivjɛʁ] ⓘ, katalanisch: Cornellà de la Ribera) ist eine französische Gemeinde mit 2.013 Einwohnern (Stand: 1. Januar 2022) im Département Pyrénées-Orientales in der Region Okzitanien. Sie gehört zum Arrondissement Prades und ist Mitglied im Gemeindeverband Perpignan Méditerranée Métropole. Die Einwohner werden Corneillanais und Corneillanaises genannt.

## Geografie

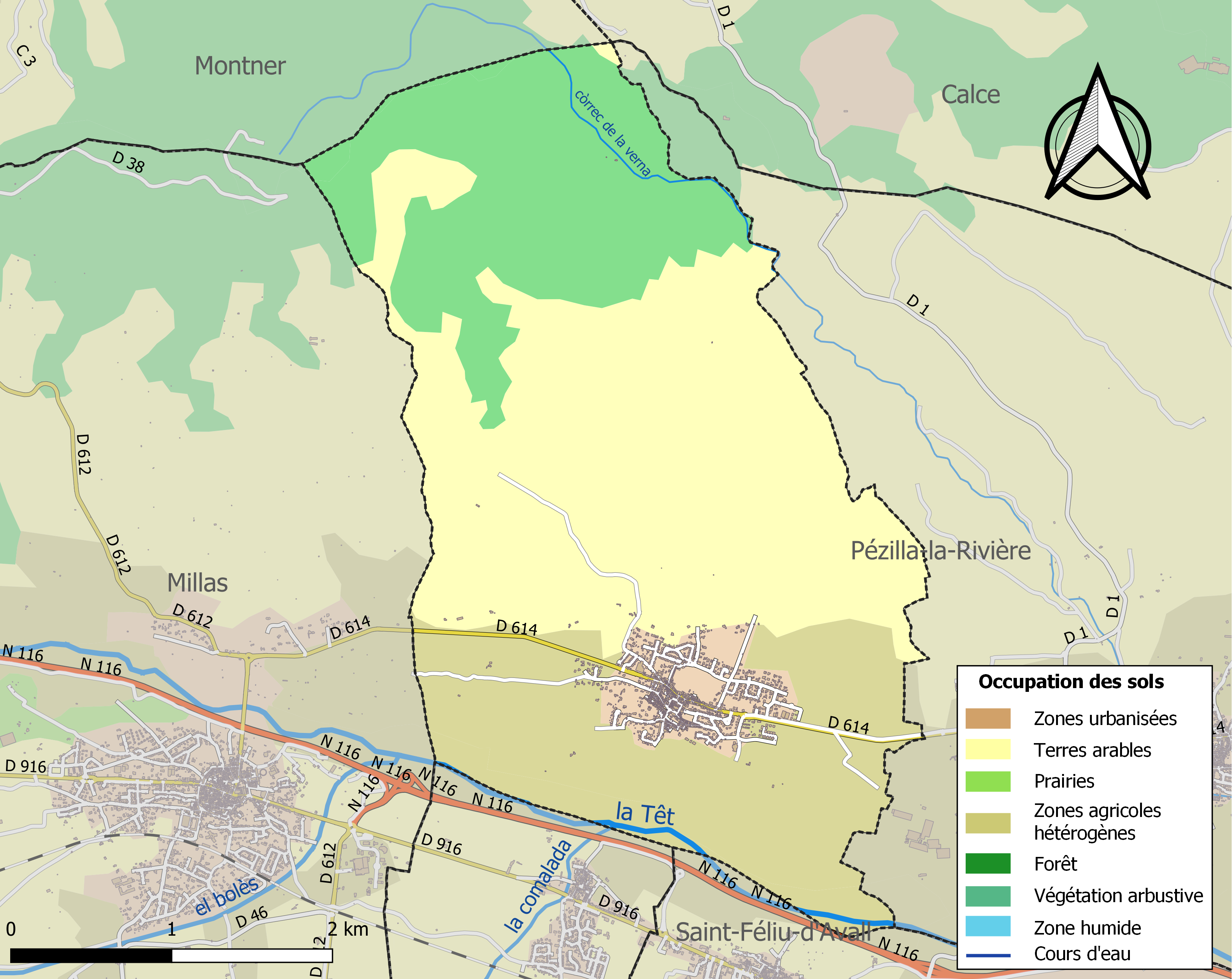
Bodennutzung, Hydrografie und Infrastruktur von Corneilla-la-Rivière (2018)

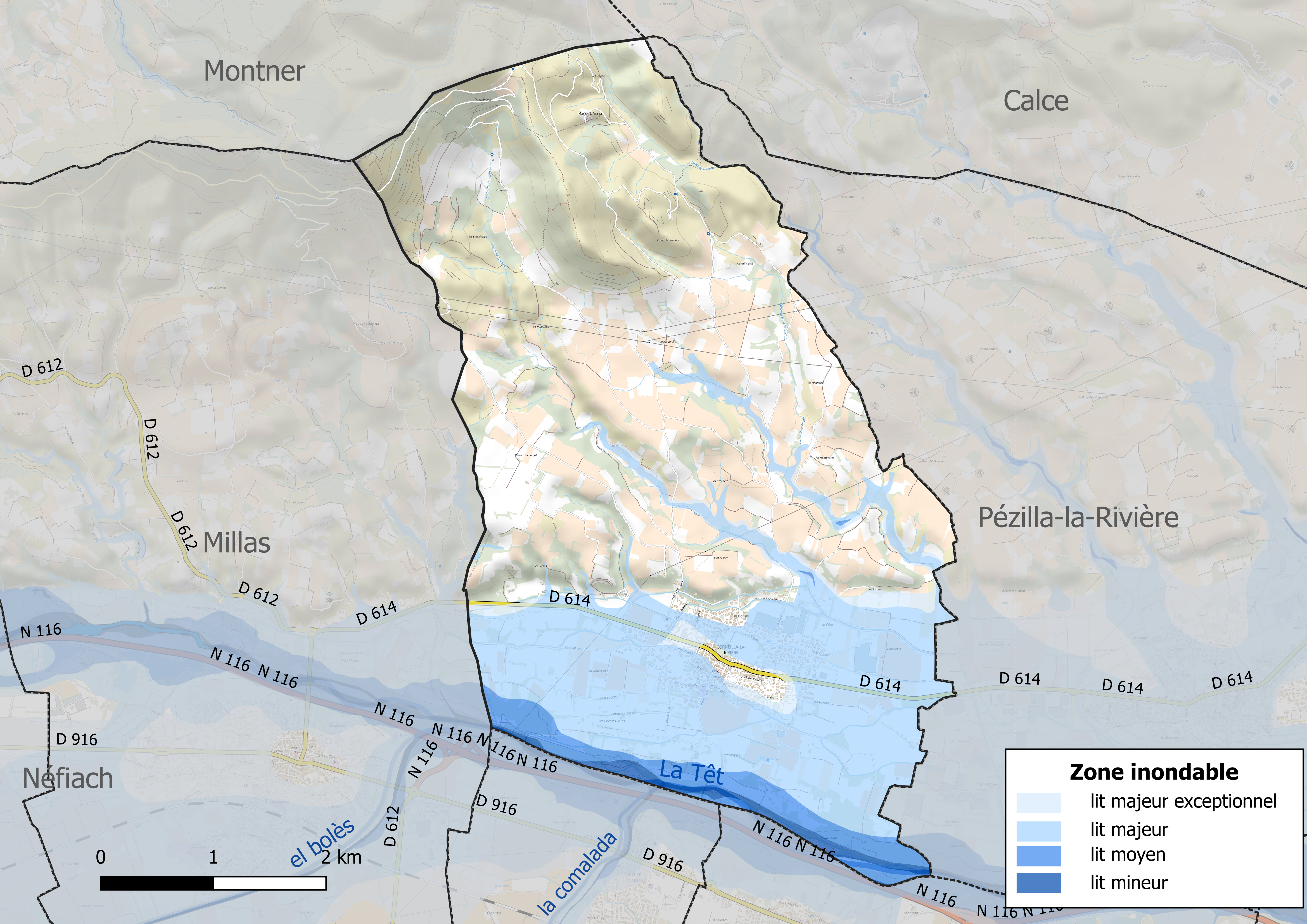
Hochwasserrisikogebiet von Corneilla-la-Rivière

Corneilla-la-Rivière liegt etwa 27 Kilometer ostnordöstlich von Prades und etwa 14 Kilometer westlich von Perpignan in der Région naturelle des Ribéral in der historischen Provinz des Roussillon. Das Gemeindegebiet wird im Süden durch den Fluss Têt begrenzt. Das Bodenrelief steigt vom Têt-Tal in nordwestlicher Richtung zunächst relativ flach, später steil zum Força-Réal-Massif empor, wo mit 480 m die maximale Höhe des Gemeindegebiets im äußersten Nordwesten erreicht wird. Das Zentrum der Gemeinde liegt in der Schwemmebene auf etwa 86 m Höhe. Die niedrigste Erhebung wird mit etwa 70 m im äußersten Südosten beim Austritt der Têt aus dem Gemeindegebiet gemessen.
Teile des Gebiets von Corneilla-la-Rivière gehören zu den ZNIEFF-Naturzonen „Massif de Força-Réal“ (910010829) und „Vallée de la Têt de Vinça à Perpignan“ (910030497).
Rund 72 % der Fläche von Corneilla-la-Rivière werden landwirtschaftlich genutzt, rund 23 % entfallen auf Gebiete mit Strauch- und/oder Kräutervegetation, rund 5 % auf bebaute Flächen (Stand: 2018).
In bestimmten Teilen des Gemeindegebiets besteht voraussichtlich Überschwemmungsgefahr durch Gewässer im Têt-Becken nach Starkregen. Die Gemeinde ist Teil des Hochwasserrisikogebiets Perpignan-Saint-Cyprien (TRI), das 43 Gemeinden im Umkreis von Perpignan umfasst, eines der 31 Hochwasserrisikogebiete, die am 12. Dezember 2012 im Gebiet Rhône-Mittelmeer festgelegt wurden. Es wurden Überschwemmungsgebietskarten für drei Szenarien erstellt: häufig (Hochwasser alle 10 bis 30 Jahre), mittel (alle 100 bis 300 Jahre) und extrem (Wiederkehrzeit in der Größenordnung von 1000 Jahren).
Umgeben wird Corneilla-la-Rivière von den Nachbargemeinden Montner im Norden, Calce über einen Berührungspunkt im Nordosten, Pézilla-la-Rivière im Osten, Saint-Féliu-d’Avall im Süden und Südosten, Saint-Féliu-d’Amont im Süden sowie Millas im Westen.

## Geschichte
Die Fruchtbarkeit und der Reichtum der Böden des linken Ufers der Têt wurden von den Römische Legionen vor 2000 Jahren entdeckt. villae rusticae entwickelten sich im Besitz eines gewissen Cornelianus, dessen Familie ausgedehnte Landgüter in allen römischen Provinzen, insbesondere im heutigen Spanien besaß.
Einige Jahrhunderte später herrschten unruhige Zeiten, als die Visigothen, Franken und Mauren die nach und nach gesamte Landwirtschaft im Landstrich zerstörten. Gleichwohl ist ein großer, von den Arabern gebauter Kanal von dieser Zeit übrig geblieben, um eine Getreide- und eine Ölmühle zu betreiben. 902 wurde Corneilla erstmals im Zusammenhang des Kanals erstmals erwähnt. Heute dient er zur Bewässerung der Ebene. Nach der Schlacht von Tours und Poitiers 732 wurden die Araber vertrieben. Villa Cornelianum wurde von Karl dem Großen der Abtei Sainte-Marie de Lagrasse überlassen, die bis zur Französischen Revolution die Lehnsherrschaft innehatte.
Die im Jahre 1145 dem heiligen Martin von Tours geweihte Kirche wurde ab 951 erwähnt. Von ihr ist heute fast nichts geblieben, denn 1640 wurde der Ort von einer spanischen Armee geplündert und die Kirche in Brand gesteckt. Im Mittelalter erschien das Dorf wie ein befestigtes Lager mit seinen dicken Mauern und vier Türmen, von denen zwei noch heute existieren.
Von 1880 bis 1890 zerstörte die Reblaus vier Fünftel der Weinberge und führte zur massenhaften Auswanderung. Im gleichen Zeitraum schrumpfte die Bevölkerung nach zweimaligem Ausbruch der Cholera.

## Bevölkerungsentwicklung
| Corneilla-la-Rivière: Einwohnerzahlen von 1793 bis 2020                                                                    | Corneilla-la-Rivière: Einwohnerzahlen von 1793 bis 2020 | Corneilla-la-Rivière: Einwohnerzahlen von 1793 bis 2020 | Corneilla-la-Rivière: Einwohnerzahlen von 1793 bis 2020 | Corneilla-la-Rivière: Einwohnerzahlen von 1793 bis 2020 |
| --- | ------------------------------------------------------- | ------------------------------------------------------- | ------------------------------------------------------- | ------------------------------------------------------- |
| Jahr |                                                         |                                                         |                                                         | Einwohner                                               |
| 1793 | 1793                                                    |                                                         | 755                                                     | 755                                                     |
| 1800 | 1800                                                    |                                                         | 747                                                     | 747                                                     |
| 1806 | 1806                                                    |                                                         | 886                                                     | 886                                                     |
| 1821 | 1821                                                    |                                                         | 1.046                                                   | 1.046                                                   |
| 1831 | 1831                                                    |                                                         | 1.131                                                   | 1.131                                                   |
| 1836 | 1836                                                    |                                                         | 1.227                                                   | 1.227                                                   |
| 1841 | 1841                                                    |                                                         | 1.261                                                   | 1.261                                                   |
| 1846 | 1846                                                    |                                                         | 1.262                                                   | 1.262                                                   |
| 1851 | 1851                                                    |                                                         | 1.334                                                   | 1.334                                                   |
| 1856 | 1856                                                    |                                                         | 1.320                                                   | 1.320                                                   |
| 1861 | 1861                                                    |                                                         | 1.355                                                   | 1.355                                                   |
| 1866 | 1866                                                    |                                                         | 1.372                                                   | 1.372                                                   |
| 1872 | 1872                                                    |                                                         | 1.263                                                   | 1.263                                                   |
| 1876 | 1876                                                    |                                                         | 1.348                                                   | 1.348                                                   |
| 1881 | 1881                                                    |                                                         | 1.358                                                   | 1.358                                                   |
| 1886 | 1886                                                    |                                                         | 1.203                                                   | 1.203                                                   |
| 1891 | 1891                                                    |                                                         | 1.251                                                   | 1.251                                                   |
| 1896 | 1896                                                    |                                                         | 1.257                                                   | 1.257                                                   |
| 1901 | 1901                                                    |                                                         | 1.223                                                   | 1.223                                                   |
| 1906 | 1906                                                    |                                                         | 1.235                                                   | 1.235                                                   |
| 1911 | 1911                                                    |                                                         | 1.123                                                   | 1.123                                                   |
| 1921 | 1921                                                    |                                                         | 1.072                                                   | 1.072                                                   |
| 1926 | 1926                                                    |                                                         | 1.002                                                   | 1.002                                                   |
| 1931 | 1931                                                    |                                                         | 1.051                                                   | 1.051                                                   |
| 1936 | 1936                                                    |                                                         | 1.039                                                   | 1.039                                                   |
| 1946 | 1946                                                    |                                                         | 979                                                     | 979                                                     |
| 1954 | 1954                                                    |                                                         | 1.010                                                   | 1.010                                                   |
| 1962 | 1962                                                    |                                                         | 1.012                                                   | 1.012                                                   |
| 1968 | 1968                                                    |                                                         | 1.010                                                   | 1.010                                                   |
| 1975 | 1975                                                    |                                                         | 936                                                     | 936                                                     |
| 1982 | 1982                                                    |                                                         | 967                                                     | 967                                                     |
| 1990 | 1990                                                    |                                                         | 1.081                                                   | 1.081                                                   |
| 1999 | 1999                                                    |                                                         | 1.407                                                   | 1.407                                                   |
| 2006 | 2006                                                    |                                                         | 1.686                                                   | 1.686                                                   |
| 2013 | 2013                                                    |                                                         | 1.989                                                   | 1.989                                                   |
| 2020 | 2020                                                    |                                                         | 2.012                                                   | 2.012                                                   |
| Quelle(n): EHESS/Cassini bis 1999, INSEE ab 2006 Anmerkung(en): Ab 1962 offizielle Zahlen ohne Einwohner mit Zweitwohnsitz |                                                         |                                                         |                                                         |                                                         |

## Sehenswürdigkeiten
- Kirche Saint-Martin mit Ursprüngen aus dem 11. Jahrhundert, im 17. Jahrhundert abgebrannt und dann wieder errichtet
- Reste der früheren Befestigung aus dem 12. Jahrhundert

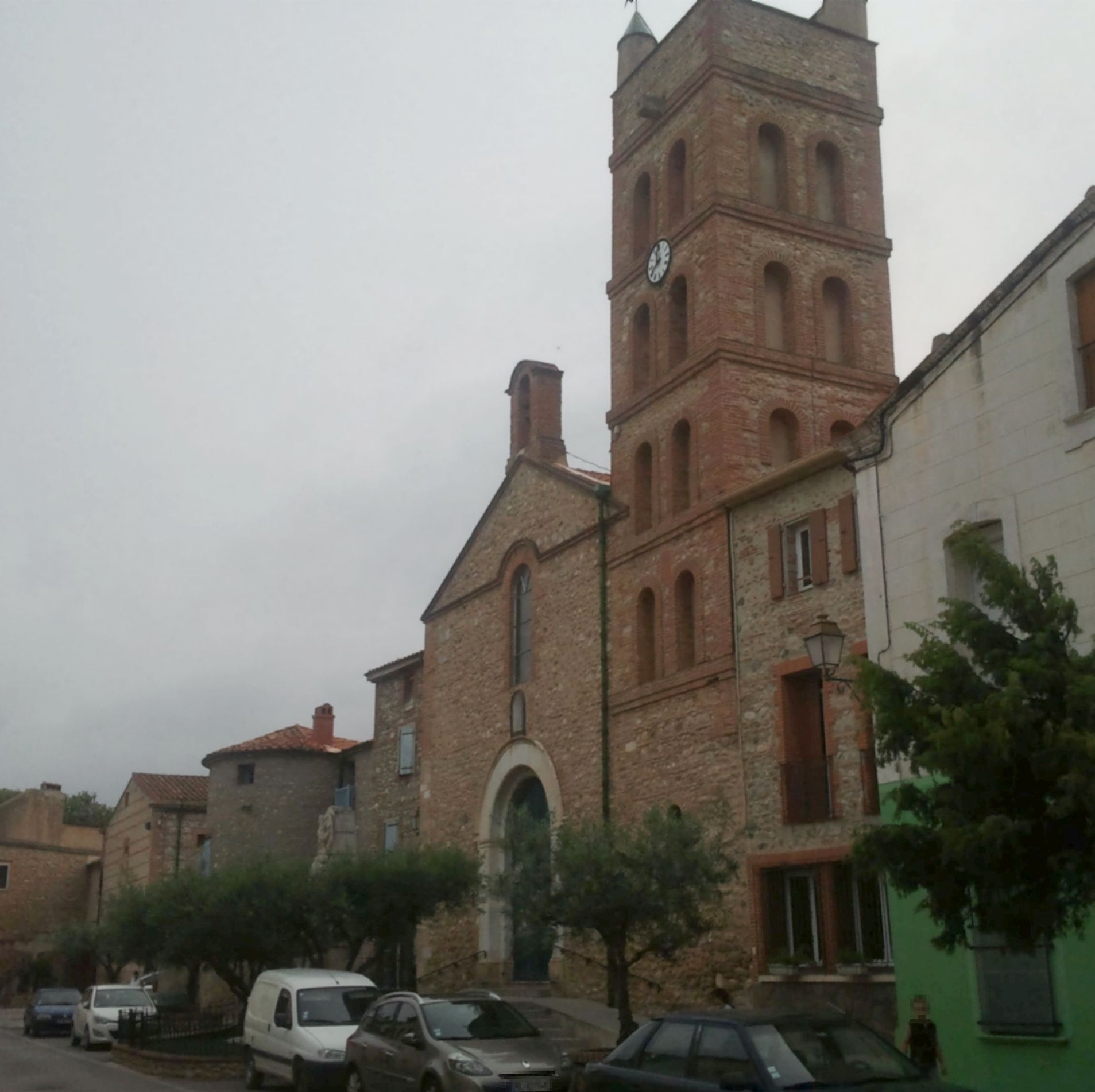
Kirche Saint-Martin
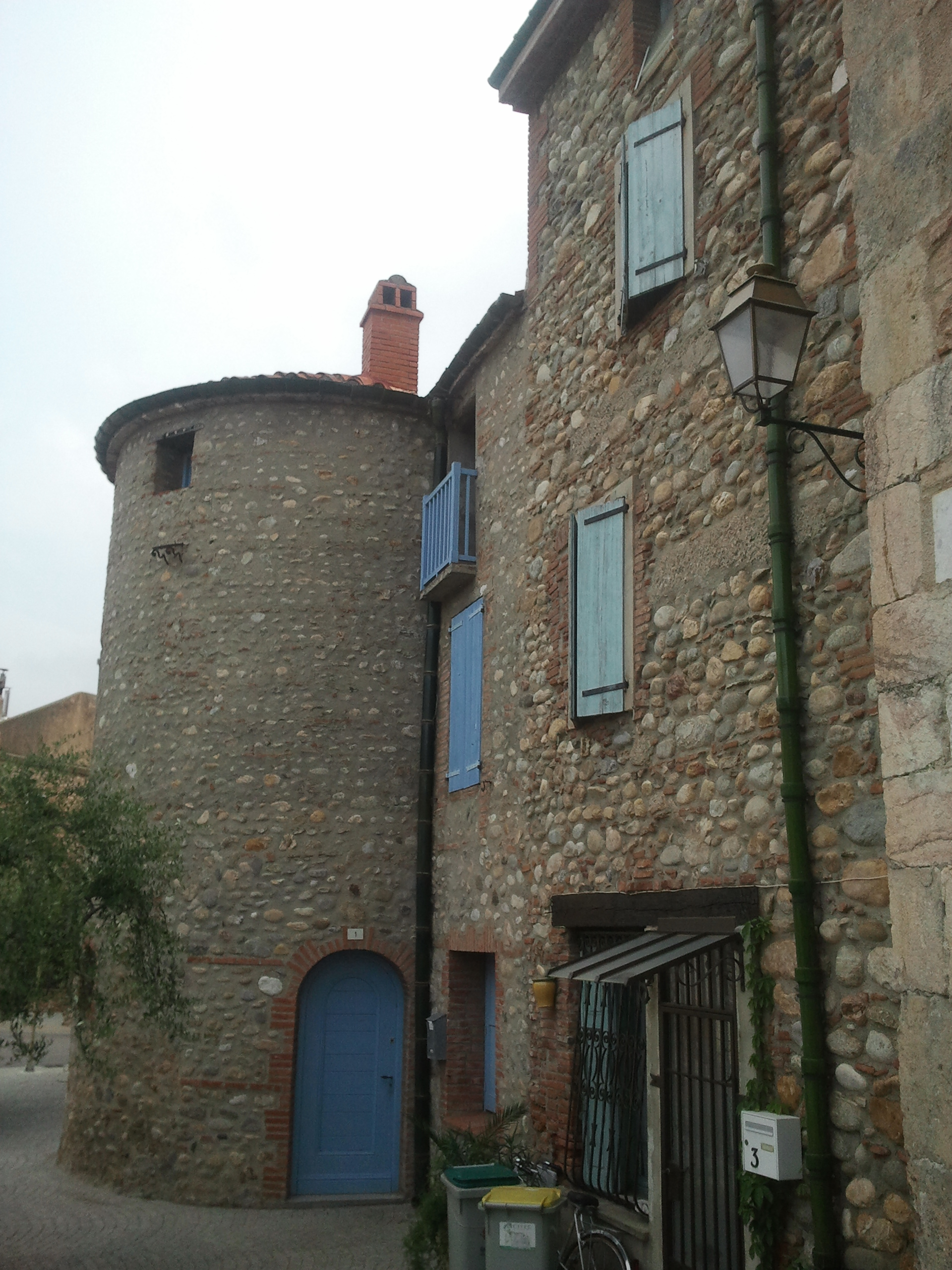
Turm der früheren Befestigung

## Bildung
Die Gemeinde verfügt über
- eine öffentliche Vorschule (École maternelle) und
- eine öffentliche Grundschule (École élémentaire).[10]

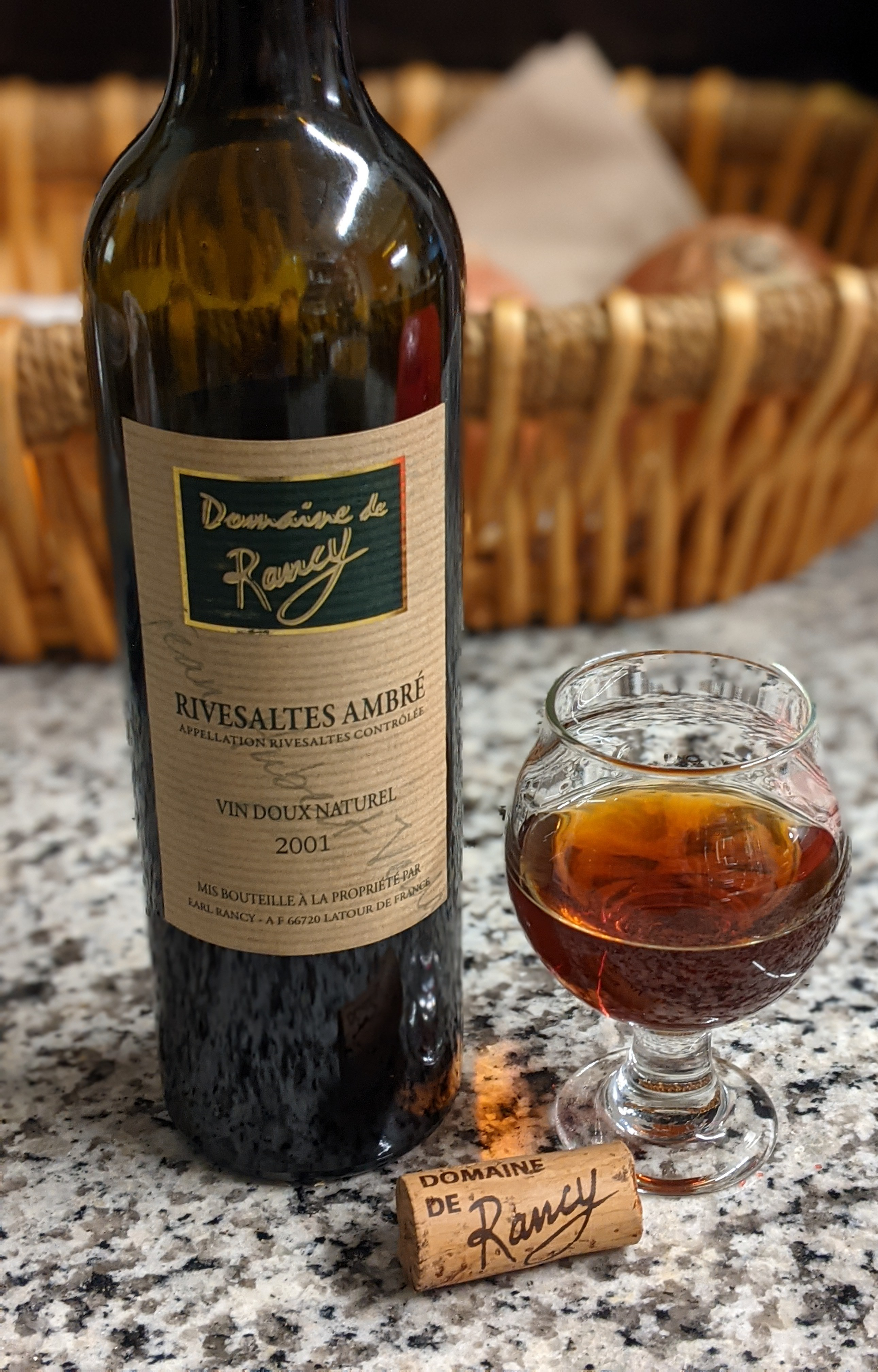
Rivesaltes ambré

## Wirtschaft
Corneilla-la-Rivière liegt in den Zonen AOC
- der Roten Aprikose (Abricots rouges du Roussillon),
- der Béa du Roussillon, eine Kartoffelsorte,
- der Appellationen der Weine
  - Côtes du Roussillon blanc, nouveau oder primeur blanc, nouveau oder primeur rosé, nouveau oder primeur rouge, rosé und rouge,
  - Côtes du Roussillon-Villages,
  - Grand Roussilon blanc, rancio, rose und rouge,
  - Languedoc blanc, primeur oder nouveau rosé, primeur oder nouveau rouge, rosé und rouge,
  - Muscat de Rivesaltes, ein Vin Doux Naturel,
  - Muscat de Rivesaltes Muscat de Noël,
  - Rivesaltes mit den Appellationen ambré, ambré hors d’âge, grenat, rancio, tuilé und tuilé hors d’âge.[11]

| Corneilla-la-Rivière | Corneilla-la-Rivière | Corneilla-la-Rivière | Département | Département | Département | Metropolitan-Frankreich | Metropolitan-Frankreich | Metropolitan-Frankreich |
| -------------------- | -------------------- | -------------------- | ----------- | ----------- | ----------- | ----------------------- | ----------------------- | ----------------------- |
| Gesamt               | Männer               | Frauen               | Gesamt      | Männer      | Frauen      | Gesamt                  | Männer                  | Frauen                  |
| 63,8 %               | 67,7 %               | 60,1 %               | 58,0 %      | 60,6 %      | 55,5 %      | 66,1 %                  | 68,9 %                  | 63,4 %                  |

Die Beschäftigungsrate der Gemeinde ist höher als die des Départements Pyrénées-Orientales und niedriger als die von Metropolitan-Frankreich. Im Vergleich zu 2015 fiel die Gesamtquote der Gemeinde um 2,1 %. 14 % der Beschäftigten sind in der Landwirtschaft angestellt, die meisten sind im Dienstleistungs- oder im Informationssektor in privaten Unternehmen oder öffentlichen Einrichtungen beschäftigt. Die meisten Beschäftigten der Bewohner sind Auspendler. Rund 82,4 % der Beschäftigten von Corneilla-la-Rivière arbeiteten 2021 in einer anderen Gemeinde, 1,8 % mehr als im Jahr 2015. Dieser Wert ist höher als im Durchschnitt des Départements (62,1 %) und in Metropolitan-Frankreich (67,7 %). Dabei benutzten sie zu 87,5 % ein Auto, einen Last- oder Lieferwagen, nur 1,6 % ein öffentliches Verkehrsmittel. Letzteres zeigt ein Defizit an Möglichkeiten, ein umweltfreundliches Verkehrsmittel auf dem Weg zur Arbeit zu nutzen.
| Corneilla-la-Rivière | Corneilla-la-Rivière | Corneilla-la-Rivière | Corneilla-la-Rivière | Département | Département | Département | Département | Metropolitan-Frankreich | Metropolitan-Frankreich | Metropolitan-Frankreich | Metropolitan-Frankreich |
| -------------------- | -------------------- | -------------------- | -------------------- | ----------- | ----------- | ----------- | ----------- | ----------------------- | ----------------------- | ----------------------- | ----------------------- |
| Gesamt               | 15–24                | 25–54                | 55–64                | Gesamt      | 15–24       | 25–54       | 55–64       | Gesamt                  | 15–24                   | 25–54                   | 55–64                   |
| 14,2 %               | 30,4 %               | 13,9 %               | 7,7 %                | 17,4 %      | 34,4 %      | 15,7 %      | 14,8 %      | 11,7 %                  | 23,2 %                  | 10,5 %                  | 9,8 %                   |

Die Arbeitslosenquote zeigt ein gemischtes Bild. Sie ist niedriger im Vergleich zum Département aber höher im Vergleich zu Metropolitan-Frankreich. Im Vergleich zu 2015 erhöhte sich die Gesamtarbeitslosenquote der Gemeinde um 1,4 %, in der Altersklasse der 15- bis 24-Jährigen fiel sie um 5,4 %. Allerdings erhöhte sich der Wert für die 55- bis 64-Jährigen im gleichen Zeitraum um 3,1 %.

## Verkehr
Die Departementsstraße 614, die ehemalige Route nationale 614 von Millas auf dem anderen Têt-Ufer nach Pia bei Perpignan, durchquert die Gemeinde von West nach Ost. Lokale Landstraßen verbinden das Zentrum mit den höhergelegenen Ortsteilen.
Busse einer Linie der Transportgesellschaft liO der Region Okzitanien verbinden die Gemeinde mit Perpignan und Millas.